# Євсюков Денис Вікторович
Денис Вікторович Євсюков  (рос. Денис Викторович Евсюков; нар. 20 квітня 1977 року, Москва) — колишній майор МВД РФ. 27 квітня 2009 року алкогольного сп'яніння убив двох і поранив 7 чоловік в московському супермаркеті «Острів» на Шипиловській вулиці.
Начальник відділу внутрішніх справ за району Царицино (2008—2009).
19 лютого 2010 року засуджений Московським міським судом за особливо тяжкий злочин до довічного ув'язнення. 8 червня Верховний суд РФ відхилив скаргу адвокатів, залишивши вирок без змін. Покарання відбуває в колонії «Полярна сова» Ямало-Ненецького АТ, розташованої за Північним полярним колом.

## Життєпис
У дитинстві перебував на обліку в московському психіатричному диспансері № 6, 1989 року знаходився на лікуванні в психіатричній лікарні, діагноз при виписці — «патологічний розвиток особистості з кола мозаїчних психопатій на органічному тлі». Навчався в школі за спеціальною спрощеною програмою.
Після школи закінчив ПТУ за спеціальністю «реставратор декоративно-художніх фарбувань, реставратор ліпних виробів», відвідував клуб «Юних десантників» і секцію рукопашного бою.
1999 — закінчив заочне відділення Московського юридичного інституту МВС за спеціальністю «правоохоронна діяльність».
З 1995 року працював у міліції. У 1997 року — інспектор управління позавідомчої охорони при ГУВС. З 1998 — у кримінальній міліції Південного адміністративного округу Москви, де розпочав з посади оперуповноваженого і дослужився до начальника ОВС «Царицино» (2008). Одночасно був слухачем 2 факультету заочної форми навчання Академії МВС.
Євсюков був висуванцем начальника ГУВС Москви генерал-полковника Володимира Проніна,, якого у зв'язку з подіями 27 квітня був звільнений. Сам Пронін заперечував факт знайомства з родиною Євсюкова. Заперечував факт свого знайомства з Проніним і Віктор Єгорович Євсюков (батько Дениса, 1951 року народження), сам працював у міліції з 1972 року; «Денис домігся [всього] своєю працею, а не так, як писали ЗМІ», — заявляв батько.
В 5-річну річницю розстрілу в супермаркеті «Острів» (27 квітня 2014 року) за запитом Російського агентства правової та судової інформації (РАПСІ) офіційний представник Генпрокуратури РФ Марина Гриднєва повідомила, що Денис Євсюков сидить в ФБУ ІК-18 «Полярна сова», з 12 липня 2010 року «За весь час відбування покарання від нього скарг та звернень, у тому числі на умови утримання не надходило». Євсюков міститься в двомісній камері з ще одним засудженим. Він не працює, вільний час проводить в основному за читанням. З іншими засудженими спілкується неохоче, підтримує зв'язок з родичами: батько Євсюкова регулярно приїжджає до сина. Поводиться спокійно, співробітники колонії характеризують його позитивно.
За даними на 2016 року Євсюков сидить в одній із трьох камер з хорошим ремонтом. У таку камеру він був поміщений для заохочення за відсутність у нього стягнень та зауважень з боку адміністрації колонії. У інтерв'ю Євсюков зізнався, що не проти того, щоб довічно ув'язненим, надавалися тривалі побачення з рідними і близькими.

### Сімейний стан
Розлучений, дітей немає. Колишня дружина — екс-учасниця запасних складів гуртів «Стрілки» та «International» і учасниця гурту «Perestrelki» (первісна назва — «Стрілочки») Карина Рєзнікова (до шлюбу Каріне Тонаканян). 20 липня 2013 року одружилася з Дмитром Васильєвим (Dj Diamond).

### Вбивства
В ніч з 26 на 27 квітня 2009 року Євсюков вбив навпроти будинку № 38 по Борисовскому проїзду водія Сергія Євтєєва, що його підвозив. Пройшовши подвір'ям до Шипиловской вулиці, увійшов до супермаркету «Острів». По дорозі в супермаркет, перед ним і всередині магазину кілька разів відкривав вогонь, поранивши сімох людей, один з яких помер (касир Ельміра Турдуева). Продовжував стрілянину по співробітниках міліції і покупцям, стріляючи в основному в молодих людей (найстаршому було 27 років). Захопив заручників і мав намір їх розстріляти, але був знешкоджений нарядом міліції.
Зброєю Євсюкова був пістолет Макарова 1968 року випуску за номером ШИ 3192, оголошений в розшук Північно-Кавказьким УВС 2000 року. На захист Євсюкова стала його дружина, заявляючи про те, що його отруїли наркотиками. За день до інциденту в магазині, Євсюков відзначав свято і перебував у стані алкогольного сп'яніння.
19 лютого 2010 року Московським міським судом засуджений до довічного ув'язнення. 8 червня того ж року Верховний суд РФ відхилив скаргу адвокатів екс-майора на вирок, залишивши його без змін. Покарання відбуває в колонії «Полярна сова» Ямало-Ненецького АТ, розташованої за Північним полярним колом.
Навесні 2015 року Денис Євсюков надіслав лист-скаргу в ЄСПЛ, в якому поскаржився на віддаленість своєї колонії від Москви.

### Відгуки по службі
До подій 27 квітня характеризувався колегами «виключно позитивно», вважався «хорошим оперативником і мав вдалу кар'єру». З характеристики інституту МВС: «Денис Євсюков — ввічливий, підтягнутий, дисциплінований, ерудований, психологічно стійкий». Однак після арешту практично всі відгуки змінилися — виявилося, що у нього було кілька доган, одна сувора догана про неповну службову відповідність. Психіатрична експертиза на слідстві виявила, що самооцінка Євсюкова була «нестійка, з деякою тенденцією до завищення». Був залежний від власного успіху і соціальної позиції; мотивація спрямована на самоствердження. він вимагав повного та беззаперечного підпорядкування співробітників, а на суперечки жорстко реагував, часто виходив з себе і кричав на співробітників. За характером Євсюков — людина замкнута, небагатослівна, запальна.
Володимир Пронін, колишній начальник ГУВС Москви, звільнений відразу ж після бійні в супермаркеті, повідомив журналістам, що Євсюков характеризувався по службі позитивно, володів почуттям гумору.
Преса з посиланням на товаришів по службі Євсюкова відзначала, що одного разу той хизувався: «Я міг би вбити людину. Якщо, звичайно, він того заслуговує». За чутками, сам ОВС був відомий тим, що там «вибивали свідчення із затриманих», проте прямих свідчень причетності Євсюкова не публікувалося. Частина колективу ОВС «Царицино», начальником якого в кінці 2008 року став Євсюков, сприйняла його негативно і саботувала. Підкреслювалося також, що новий начальник ОВС «ніколи не пив» і на першій зустрічі з підлеглими попередив, що «буде звільняти і карати всіх, від кого на роботі почує запах спиртного».

### Нагороди
- Знак «Кращий працівник кримінальної міліції».
- Медаль «За відзнаку в службі» (2005)[3].